# Elena Arizmendi Mejía
Elena Arizmendi Mejía (Ciudad de México, 18 de enero de 1884–Ib., 3 de noviembre de 1949) fue una feminista mexicana que fundó la Cruz Blanca Neutral durante la Revolución Mexicana, institución que brindaba atención médica a los soldados rebeldes. Fue de las primeras activistas del feminismo en el país y también creó organizaciones como «Las Mujeres de la raza» y la Liga Internacional de Mujeres Ibéricas e Hispanoamericanas en colaboración con Sofía Villa de Buentello.

## Biografía
Elena Arizmendi Mejía nació el 18 de enero de 1884 en la Ciudad de México, hija de Jesús Arizmendi e Isabel Mejía, miembros de una familia con privilegios. Era nieta del general de división Ignacio Mejía, que fungió como Ministro de Guerra y Marina durante el régimen del presidente Benito Juárez. Su bisabuelo era el teniente coronel Manuel Cristóbal Mejía, que luchó en la guerra de Independencia de México en el ejército de Agustín de Iturbide. Arizmendi pasó parte de sus primeros años con su abuelo en Oaxaca y volvió a la Ciudad de México a los ocho años donde realizó sus estudios. Cuando su madre murió en 1898, Arizmendi se hizo cargo de sus cinco hermanos y la casa. Cuando su padre se volvió a casar en 1900, Arizmendi contrajo matrimonio apresuradamente con Francisco Carreto, pero la unión se derrumbó rápidamente y decidió estudiar enfermería.
Su familia tenía estrechos vínculos con Francisco I. Madero y la escuela en la que estaba inscrita Arizmendi estaba al lado del refugio de Madero en Texas. En 1910 estudiaba en la escuela de enfermería del Hospital Santa Rosa (que ahora es la escuela de enfermería de la Universidad del Verbo Encarnado) en San Antonio, Texas, cuando estalló la Revolución Mexicana. El 17 de abril de 1911, unas semanas antes de su graduación, Arizmendi volvió en tren a la Ciudad de México para ayudar a los combatientes heridos, ya que la Cruz Roja Mexicana se negó a prestar ayuda a los insurgentes. Arizmendi organizó una reunión personal con el jefe de la Cruz Roja, quien reiteró la negativa a apoyar a revolucionarios. Decidida a ayudar a sus compatriotas, Arizmendi fundó una organización y con su hermano Carlos reunió estudiantes de medicina y enfermería para organizar la Cruz Blanca Neutral.

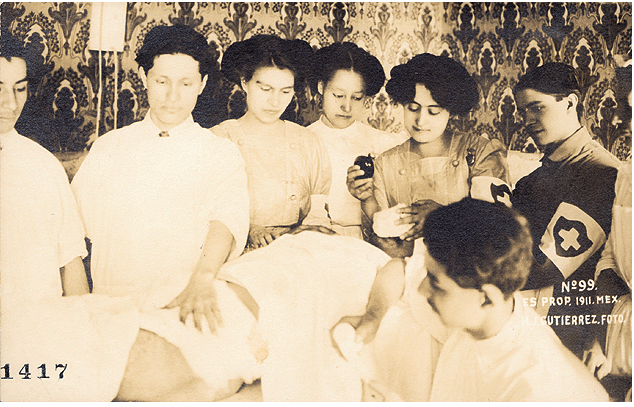
Elena Arizmendi y los voluntarios de la Cruz Blanca Neutral, 1911.

Formaron una asociación bajo los lineamientos de los Convenios de Ginebra y Arizmendi se dedicó a recaudar fondos, con la ayuda de celebridades como María Conesa, Virginia Fábregas y Leopoldo Beristáin. Después de numerosos eventos consiguieron fondos suficientes para establecer un hospital de campaña que se estableció el 11 de mayo de 1911 en Ciudad Juárez, Chihuahua. Arizmendi y Carlos, formaron la primera brigada con los doctores Ignacio Barrios y Antonio Márquez y las enfermeras María Avon, Juana Flores Gallardo, Atilana García, Elena de Lange y Tomasa Villareal. La segunda brigada, liderada por el doctor Francisco, partió al día siguiente y el día 14 una tercera brigada, dirigida por el doctor Lorenzo y diez enfermeras que incluían a Innocenta Díaz, Concepción Ibáñez, Jovita Muñiz, Concepción Sánchez, María Sánchez, Basilia Vélez, María Vélez y Antonia Zorilla. Al llegar a Juárez encontraron una gran devastación y Arizmendi tuvo otra vez que reunir fondos. A finales de 1911, la Cruz Blanca Neutral estableció 25 brigadas en todo México. Arizmendi fue elegida como la primera socia mujer de la Sociedad Mexicana de Geografía y Estadística, pero ella rechazó el honor; sin embargo aceptó una medalla de oro por su dedicación a brindar ayuda a los heridos concedida por la Gran Liga Obrera.
Arizmendi era admirada por su filantropía, pero criticada por su liderazgo en una época en que las mujeres debían ser dóciles y sumisas. Hubo ataques a su administración de la Cruz Blanca, como cuando se tomó una fotografía en broma con las cananas revolucionarias cruzadas que utilizaban los soldados y soldaderas y fue acusada de violar la neutralidad de la organización de salud.
Durante la época revolucionaria, tuvo un largo romance con José Vasconcelos, que era casado y tenía dos hijos; se le ha descrito como «la primera de sus muchas amantes en la vida, pero sin duda su más intensa y locamente amada aventura». Arizmendi huyó de México para los Estados Unidos en 1915, se refugió brevemente en un convento en Victoria, Texas, para ocultarse del escándalo público que causó su relación con Vasconcelos. Más tarde se estableció en Nueva York, donde finalmente terminó la relación. Según Enrique Krauze, Arizmendi acompañó a Vasconcelos a Lima, Perú, y rompió la relación mientras este se preparaba para regresar a México. Vasconcelos escribió sobre ella en su autobiografía, La Tormenta, donde le da el seudónimo de «Adriana». Según Krauze, la descripción de Vasconcelos de la relación «es la representación más famosa de "locura de amor" en la literatura mexicana». Cuando Arizmendi estaba en Nueva York, Vasconcelos intentó reconciliarse con ella sin éxito.
Rodeada por feministas en Nueva York, reconoció la perspectiva anglosajona de las feministas europeas y estadounidenses. Con la intención de dar voz a las mujeres latinas, fundó una revista feminista que fue nombrada Feminismo Internacional y comenzó a publicar artículos que reflejaban las versiones hispanas del feminismo. También fue cofundadora, junto a Sofía Villa de Buentello, de una unión cooperativa en 1923, denominada «Mujeres de la raza», con el objetivo de unir a las mujeres de latinas en la lucha por sus derechos. En ese tiempo, América Latina era vista como el siguiente «escenario», ya que el sufragio femenino se había conseguido en Europa y Estados Unidos. Después de asistir a la Primera Conferencia Panamericana de Mujeres, celebrada en Baltimore, Maryland, en 1922, Arizmendi comprendió que las europeas y norteamericanas no entendían las realidades culturales de las mujeres hispanas. Villa y Arizmendi pensaban que el matrimonio y la maternidad, parte integral de la identidad latina, hacían que la experiencia de ser mujer fuera «total». Además, Arizmendi pensaba que el movimiento anticlerical de los gobiernos posrevolucionarios era un ataque a una parte central de la identidad mexicana.
Arizmendi y Villa planearon una conferencia para las «Mujeres de la raza» patrocinada por la Liga Internacional de Mujeres Ibéricas e Hispanoamericanas. Arizmendi utilizó sus contratos de prensa y la cobertura asegurada de The New York Times para promover el evento. El 2 de marzo de 1924, un extenso artículo sobre el movimiento feminista en México titulado «New Women of Mexico Striving for Equality», incluía una entrevista a Villa de Buentello en la que exponía un resumen de sus objetivos. La reunión se efectuó en la Ciudad de México en julio de 1925, con Villa como presidenta de la Conferencia. Arizmendi fungió como secretaria general, pero no asistió debido a una diferencia de opinión con Villa.
En 1927, Arizmendi publicó una autobiografía novelada con el fin de dar a conocer su punto de vista sobre la relación con Vasconcelos y acallar los rumores, ya que este había publicado dos obras, Ulises Criollo y La Tormenta, en las que vilipendiaba a Arizmendi a través del personaje ficticio de Adriana. La autobiografía, Vida incompleta; ligeros apuntes sobre mujeres en la vida real, es una reflexión sobre la doble moral a la que se enfrentan las mujeres de su época. El libro, que en su edición original se distribuyó solamente en la ciudad de Nueva York, fue reeditado en 2012 con prólogo de Gabriela Cano, académica e investigadora de El Colegio de México y biógrafa de Arizmendi.
Arizmendi volvió a México brevemente para la celebración del veinticinco aniversario de la Cruz Blanca Neutral en 1936, en parte tal vez porque el presidente Lázaro Cárdenas había mostrado su apoyo al sufragio femenino. En esa ocasión regresó a Nueva York, pero volvió definitivamente en 1938 a la Ciudad de México, donde murió en 1949. Otra obra que aporta en la biografía de Arizmendi es el libro que publicó la historiadora Gabriela Cano. "Se llamaba Elena Arizmendi" 

## Obra
- Vida incompleta. Ligeros apuntes sobre mujeres en la vida real